# Dennis Cardoza

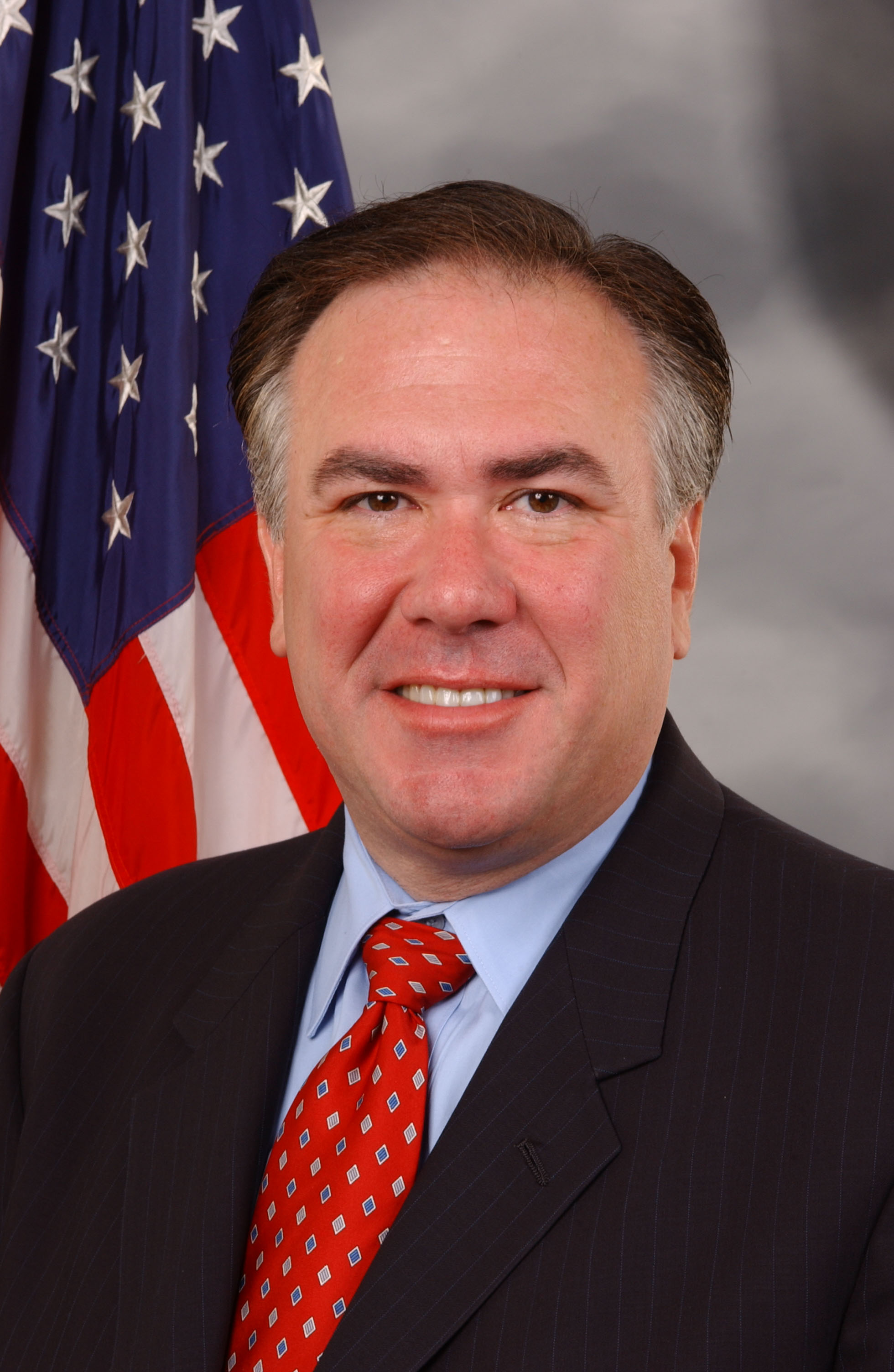
Dennis Cardoza

Dennis A. Cardoza, född 31 mars 1959 i Merced, Kalifornien, är en amerikansk demokratisk politiker. Han representerade delstaten Kaliforniens 18:e distrikt i USA:s representanthus 2003–2012.
Cardoza utexaminerades 1982 från University of Maryland. Han var sedan verksam som affärsman i Kalifornien.
Cardoza besegrade sittande kongressledamoten Gary Condit i demokraternas primärval inför kongressvalet 2002. Han vann sedan själva kongressvalet och efterträdde Condit i representanthuset i januari 2003. Han omvaldes fyra gånger och avgick som kongressledamot i augusti 2012.
Cardoza är katolik och han är gift med Kathie McLoughlin. Paret har tre barn.